# Cornellà Centre (métro de Barcelone)
Cornellà Centre est une station de la ligne 5 du métro de Barcelone, dont elle constitue le terminus.

## Histoire
La station ouvre au public en 1983, avec la mise en service d'un prolongement de la ligne 5.